# Kaliganj (Gazipur)
Kaliganj è un sottodistretto (upazila) del Bangladesh situato nel distretto di Gazipur, divisione di Dacca. Si estende su una superficie di 158,79 km² e conta una popolazione di 175.915 abitanti (dato censimento 1991).